# Ciriaco del Llano
Ciriaco de Llano fue un marino y militar español que luchó con las tropas españolas en la guerra de Independencia de México, con lealtad a la corona de España ( 1811-1821)
Nacido en Las Carreras, Ciérvana, Vizcaya, País Vasco, España, bautizado el día 18 de junio de 1756 en la parroquia de San Pedro Apostol de la misma población vizcaína de Las Carreras.
Era capitán de fragata al estallar la revolución por la independencia mexicana y en agosto de 1811 hizo su primera campaña contra los insurgentes, a los que derrotó en los Llanos de Apan, por lo que ascendió a coronel. Fue a su vez derrotado en Izúcar por Matamoros, pero se distinguió en el sitio de Cuautla y ascendió a brigadier.
Desempeñó la intendencia de Puebla y en la batalla de Puruarán volvió a derrotar a los insurrectos y apresó a Mariano Matamoros, fusilándole a los pocos días.
En 1815 como general en jefe dirigió las tropas expedicionarias al cerro de Cóporo, de donde tuvo que retirarse después de un ataque infructuoso. Fue sitiado en Puebla por Nicolás Bravo, en julio de 1821 y finalmente hizo un convenio de capitulación el 17 del mismo mes con Iturbide, por el cual sus tropas debían ser trasladadas a La Habana, donde llegó el 25 de enero de 1822 y poco después embarcó para España.